# Островский сельский совет (Крым)
Островский сельский совет (укр. Островська сільська рада, крымскотат. Qıyat köy şurası) — административно-территориальная единица в Первомайском районе в составе АР Крым Украины, согласно законодательству Украины — административно-территориальная единица в составе Первомайского района Автономной Республики Крым.
Население сельсовета по переписи 2001 года — 2394 человека. Площадь — 74 км².
К 2014 году сельсовет состоял из 3 сёл:
- Островское
- Мельничное
- Снегирёвка

## История
Судя по доступным историческим документам, Островский сельский совет был создан в 1950-х годах, поскольку на 15 июня 1960 года он уже существовал и включал населённые пункты:

| - Знаменка - Крестьяновка | - Мельничное - Новая Деревня | - Островское - Снегирёвка | - Столбцы - Хорошево |

Указом Президиума Верховного Совета УССР «Об укрупнении сельских районов Крымской области», от 30 декабря 1962 года был упразднён Первомайский район и село присоединили к Красноперекопскому. 8 декабря 1966 года был восстановлен Первомайский район, к 1 января 1968 года Столбцы присоединили к Мельничному, Знаменка и Хорошево были упразднены, в совет добавились Братское, Абрикосово. К 1 января 1977 года был восстановлен Крестьяновский сельсовет, в декабре 1991 года образован Абрикосовский сельсовет.
С 12 февраля 1991 года сельсовет в восстановленной Крымской АССР, 26 февраля 1992 года переименованной в Автономную Республику Крым. По Всеукраинской переписи 2001 года население совета составило 2394 человек. С 21 марта 2014 года в составе Крыма аннексирован Россией. Законом «Об установлении границ муниципальных образований и статусе муниципальных образований в Республике Крым» от 4 июня 2014 года территория административной единицы была объявлена муниципальным образованием со статусом сельского поселения.